# Ashakara
Pour plus de détails, voir Fiche technique et Distribution.
Ashakara est un film de fiction, « thriller » politique, tourné au Togo en 1991 par Gérard Louvin (réalisateur franco-suisse, homonyme du producteur de variétés),. Coproduction à petit budget (environ 1 million de dollars US) réunissant la Suisse, la France, le Togo et le Burkina Faso, il a connu une belle carrière internationale, notamment en Afrique, où il est perçu comme un film culte, mais aussi au Brésil, en Chine, aux États-Unis, au Canada et en Europe francophone.

## Synopsis
Un médecin africain (Dr Kara) veut produire un médicament contre une grave maladie, à partir d’un remède traditionnel dont il a reconnu l’efficacité. Au même moment, une société pharmaceutique européenne sort contre la même maladie un remède très coûteux. Koffi, l’assistant désargenté du Dr Kara, va le trahir pour servir les intérêts de la multinationale, tandis que Jérôme Blanc, le chercheur – métis – envoyé par la multinationale pour tenter d’acheter le médicament va s’enthousiasmer pour le projet du Dr Kara et l’aider contre son propre patron… Ce d’autant plus que les deux filles du Dr Kara sont fort jolies. 
Finalement, Jérôme Blanc force son patron à financer la commercialisation du remède à bon marché, au moins en Afrique.

## Contexte politique
Écrit en 1990, le film véhicule un double message : la nécessité pour l’Afrique de prendre en main ses propres affaires et, au-delà de la mainmise occidentale sur la pharmacopée africaine, le coût exorbitant des médicaments pour les malades africains. 
En 1994, Ashakara est notamment diffusé au Brésil, puis, sous la houlette de Winnie Mandela, en Afrique du Sud, en salles puis en télévision, en anglais et en xhosa. Il y rencontre un important succès. En 2000, à Durban, Brésiliens et Sud-africains forcent les trusts pharmaceutiques à admettre la vente de médicaments génériques à prix cassés dans les pays les plus pauvres. 

## Fiche technique
- Réalisation : Gérard Louvin
- Scénario et production : Philippe Souaille
- 1er assistant : Apetoh Agbo Lekame
- Directeur photo : Yves Pouliquen
- Ingénieur du son : Gilbert Hamilton
- Son direct : Issa Traore
- Directeur de production : Louis Mouchet
- Producteur associé : Frédéric O. Sillig

## Musiques
Pepe Kale, Abeti, Zaïko Langa Langa, Sally Nyolo, Djanka Diabaté, Francis Bebey, Las Chicas del Caribe

## Distribution
- James Campbell Badiane
- Jean-Marc Pasquet
- Kensika Monshengwo
- Bamela Mezinakou
- Irène Helbongo
- Nimon Toki Lala
- Emmanuel Pinda
- Dama Damawusan